# 2388 Gase
2388 Gase је астероид главног астероидног појаса чија средња удаљеност од Сунца износи 2,447 астрономских јединица (АЈ).
Апсолутна магнитуда астероида је 12,9.